# Pulvinaria terrestris
Pulvinaria terrestris är en insektsart som beskrevs av Borchsenius 1953. Pulvinaria terrestris ingår i släktet Pulvinaria och familjen skålsköldlöss. Inga underarter finns listade i Catalogue of Life.